# Eupithecia hesperia
Eupithecia hesperia là một loài bướm đêm trong họ Geometridae.